# Apicultura

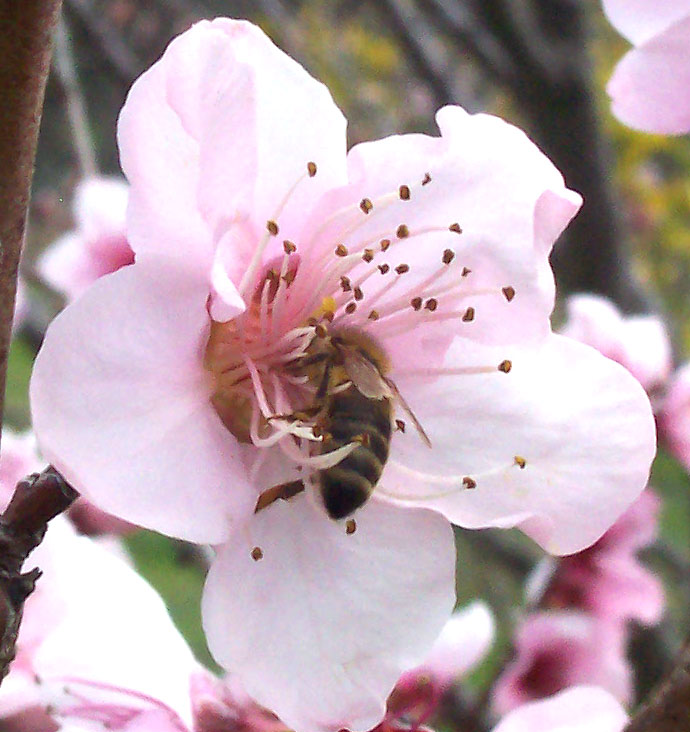
Abeja libando.

La apicultura es la actividad dedicada a la crianza de las abejas y a prestarles los cuidados necesarios con el objetivo de obtener y consumir los productos que son capaces de elaborar y recolectar. El principal producto que se obtiene de esta actividad es la miel. La miel es un factor de beneficio para los humanos.
Un beneficio indirecto producto de la actividad de pecoreo que realizan las abejas corresponde a la polinización que realizan estos insectos. El cultivo similar de otras abejas productoras de miel (melipónidos) se denomina meliponicultura. La vespicultura es la explotación de las escasas especies de avispas mielíferas.

## Historia de la apicultura
El uso de la cera de abejas se remonta a la era de piedra según estudios realizados sobre restos de objetos de cerámica en más de ciento cincuenta sitios arqueológicos en Europa, en regiones por debajo del paralelo cincuenta y siete (es decir, excluyendo Escocia y Fennoscandia).

Pintura rupestre de las cuevas de la Araña en Bicorp: Individuo recolectando panales. Declarada por la Unesco en 1998: Patrimonio de la Humanidad.

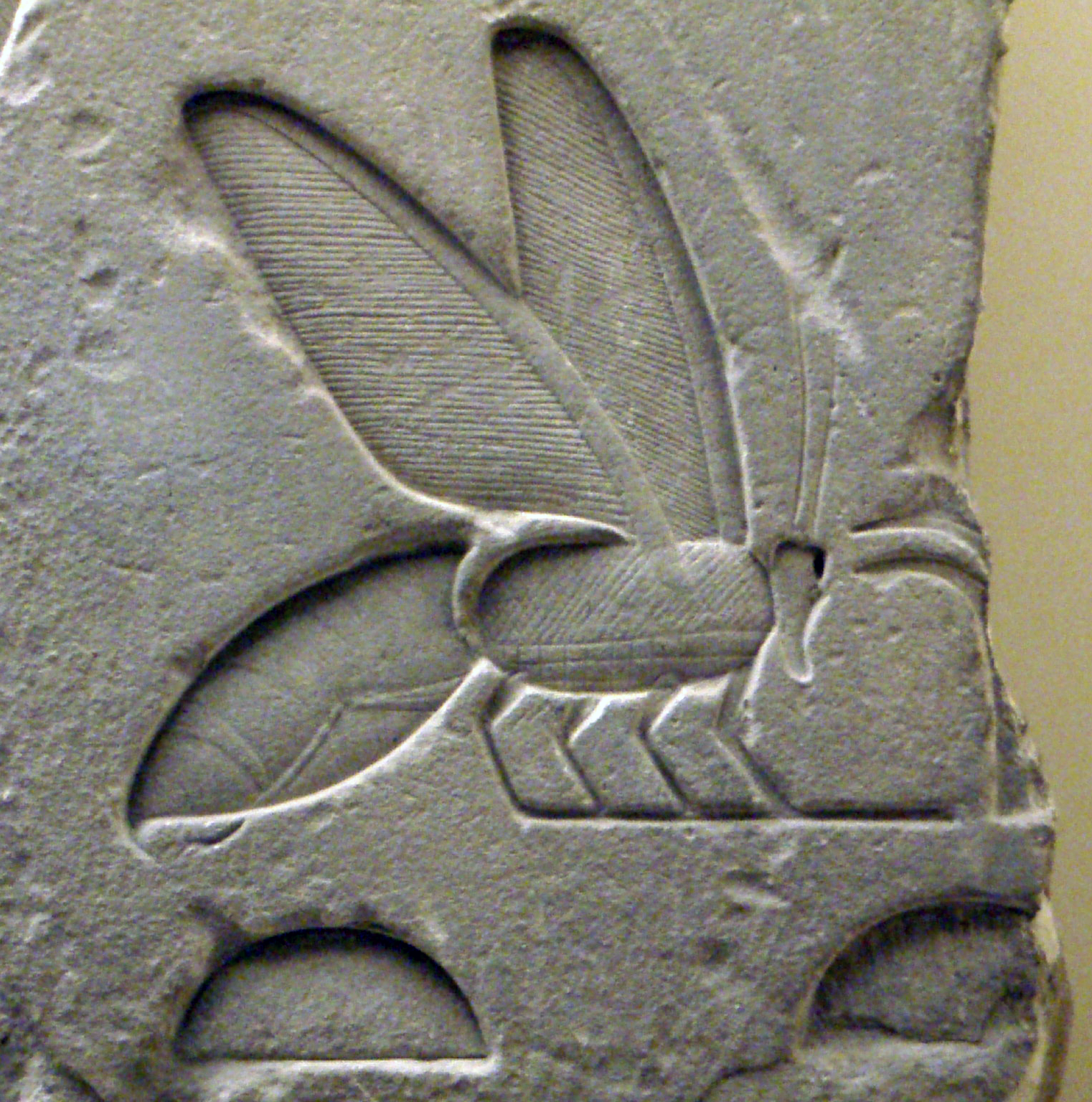
La abeja en la titulatura de los faraones.

En las pinturas rupestres del mesolítico presentes en la Cueva de la Araña, en Bicorp (Valencia), proliferan escenas de la recolección de la miel, si bien es difícil determinar su origen, se calcula que estas pinturas podrían datar entre siete mil y ocho mil años de antigüedad. En el Mesolítico diez mil a cinco mil años a. C., el ser humano comienza la recolección de miel de colmenas silvestres y en el Neolítico cuando aprendió a controlar las abejas y enjambres.
Existen datos históricos que señalan la existencia de prácticas apícolas en el periodo predinástico de Egipto, trasladando sus colmenas en embarcaciones a lo largo del río Nilo. Hay papiros que datan del año 2400 a. C. donde podemos observar la práctica.
Los griegos, que fundan Éfeso en el año 1100 a. C.-1000 a. C. en el Asia menor en la Anatolia hoy Turquía, veneraron la apicultura dado que la Diosa Artemisa (después Diana para los romanos) era representada en las monedas con el cuño de una abeja en los años 480 a. C. En la Tracia también fue muy común acuñar monedas con una abeja. Los romanos, también practicaron la apicultura y en general heredaron las prácticas helénicas e hicieron de ellas un objeto de culto. Los poetas geórgicos dedicaron obras a la descripción de los instintos, costumbres, inteligencia de las abejas y a la explotación racional de estos animales que nunca dejaron de sorprenderlos. En general, siempre en los relatos de las sociedades más avanzadas de todas las épocas, se han encontrado vestigios del conocimiento de las abejas y de la explotación racional de la miel y la cera.
La apicultura alcanzó su apogeo cuando el único elemento conocido para endulzar los alimentos era la miel. El descubrimiento de América y la plantación de caña de azúcar en las regiones tropicales de este continente, hizo decrecer sensiblememnte la importancia de la apicultura. Sin embargo su práctica no se interrumpió en ningún momento.
La apicultura moderna, denominada movilista, comienza con la creación de los panales y los cuadros móviles, en virtud que no destruyen los mismos al realizar la cosecha de miel, las hojas de cera estampada y los extractores mecánicos, alcanzando su apogeo a fines del siglo XIX y a principios del siglo XX gracias a los trabajos de estudiosos como Jan Dzierżon, Arturo Wulfrath Brockhoff, Huber,Quimby, Langstroth, Hermano Adán, Fabre, Hoffman, Miller, Alley, Doolittle, De Hruschka, Mehring, Root, Munn, Miner, Harbison, Wolf, Phillips, Smith, Dadant, Fabre y Farrar, Georges de Layens.

## Habitantes de una colmena

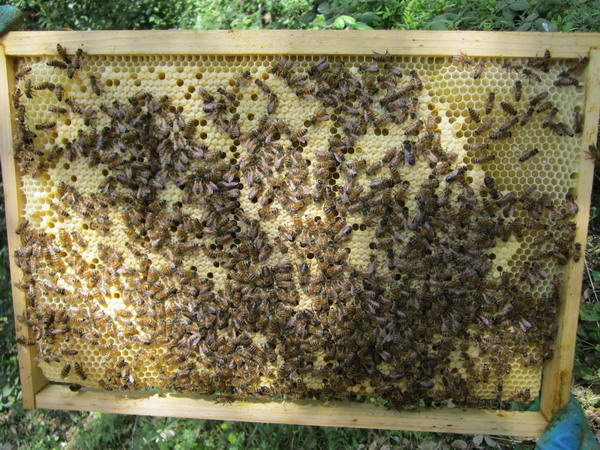
Panal con obreras y larvas, durante la revisión por parte de un apicultor.

Las abejas son insectos sociables que siempre viven agrupados en la colmena. En una colmena hay tres tipos de abejas: abeja reina, abeja obrera y zángano, en función de la alimentación que suministren las abejas obreras a la larva una vez ha eclosionado el huevo.

### Abeja reina
La abeja reina tiene como función poner huevos de los que sale el resto de habitantes de la colmena, es de tamaño más grande que la abeja obrera, abdomen más alargado y con alas más cortas. Otra de sus funciones es la de segregar una feromona que mantiene unidos a todos los habitantes de la colmena. La producción de esta feromona disminuirá con la edad de la abeja, cesando en torno a los cuatro años.
Una vez eclosionado el huevo, la larva será alimentada durante todo su ciclo con jalea real preparada por las abejas obreras. El huevo del que parte la reina se sitúa en una celdilla que las abejas obreras transforman para darle una forma y tamaño adecuado, llamándose realera.
La reina se desarrolla en un periodo de dieciséis días (días requeridos para alcanzar el estado de adulto). Después de tres días de la puesta, la larva sale del huevo, tendrá una vida de cinco días y medio y permanecerá en su celdilla abierta. Después esta larva se convertirá en ninfa que tendrá una vida de siete días y medio, desarrollándose ya en una celdilla operculada por las abejas obreras (el opérculo de la celdilla se compone de una mezcla de cera y polen).
Alcanzado el estado adulto, la reina destruirá las larvas del resto de realeras o las realeras formadas que encuentre en la colonia si se ha producido una renovación de reina entre el tercer y vigésimo día después de nacer, excepto que la colonia vaya a enjambrar en cuyo caso muchas otras reinas nacerán para acompañar a los sucesivos enjambres quedando algunas en la colonia madre, finalmente y después de eliminarse entre ellas solo una quedará al frente de cada colonia;  la reina sale en “vuelo nupcial” (única salida al exterior de la colmena salvo que se produzca un enjambre). Se aparea en pleno vuelo con los zánganos de la colmena, llenando su espermateca del semen necesario para fecundar los huevos que va a poner durante toda su vida, es decir, la reina queda fecundada para toda su vida (un máximo de cinco años). Durante todo su desarrollo la abeja reina se alimenta de jalea real lo que proporciona la capacidad de poner huevos.

### Abejas obreras
Las abejas obreras cuentan con un gran número de efectivos en la colmena (20.000-60.000). Una vez que la larva sale del huevo, solo recibirán jalea real durante dos días y medio y luego será alimentada por una masa de miel, polen y agua.
La abeja obrera se desarrolla durante un periodo de veintiún días, sucediéndose tres fases: huevo (tres días), larva (seis días) y ninfa (doce días). Una vez alcanzado el estado adulto, desarrolla diferentes trabajos en la colmena en función de su edad: los tres primeros días limpian las celdillas, los seis siguientes días segregan la jalea real con las glándulas que tienen en la cabeza  alimentado a las larvas y también a la reina, mantienen la temperatura y humedad del nido ventilando la colmena si es necesario, y acompañan a la reina, preparan pan de abeja para alimentar a las larvas después de su tercer día de vida, segregan cera con sus glándulas especiales en la parte externa del abdomen, segmentos cuatro al siete en los llamados espejos de la cera que son unas superficies muy pulimentadas sobre las cuales se sitúan cuatro pares de glándulas productoras de cera, elaboran el néctar traído de las flores reduciéndole la humedad para convertirlo en miel, construyen los panales tanto para criar nuevas abejas como para almacenar miel y construirán las celdas reales para que nazcan nuevas reinas y pueda la colonia enjambrar o renovar su reina demasiado vieja o con alguna tara. Cuando cuentan con una edad de diecinueve a veinte días, vigilan la colmena para que no entren otros insectos y a partir de los veintiuno días salen al campo en busca de polen, néctar y resinas. El polen es depositado en una especie de canastillas a los lados de las patas traseras y el néctar en un buche previo al intestino. Con las resinas de los árboles elaboran el propóleo.
Las abejas obreras que nacen en primavera viven unas siete u ocho semanas y las que nacen en otoño, unos cinco o siete meses porque pasan el invierno en la colmena siendo relevadas en primavera.

### Abejas zánganos
Los zánganos nacen de un huevo sin fecundar puesto por la reina (partenogénesis) y reciben jalea real durante tres días, después pan de abeja como las obreras. Requieren veinticuatro días para alcanzar el estado de adulto, pasando por tres fases: huevo (tres días), larva (cinco días y medio) y ninfa (quince días y medio). Tienen como función fecundar a la abeja reina y dar calor a la cría, aunque están muchas horas en el campo y son las obreras las que mantiene la humedad y temperatura adecuados. Viven solo en primavera y verano, no tienen aguijón por lo que no colaboran en la defensa de la colmena y no recolectan néctar ni elaboran miel. A diferencia de las obreras o la reina, los zánganos con frecuencia entran libremente en colmenas a las que no pertenecen. Este comportamiento es clave para posibilitar el intercambio genético entre distintas colonias; sin embargo también convierte a los machos en vectores de transmisión de parásitos y enfermedades.
En las colonias desorganizadas algunas obreras activan sus atrofiados ovarios y depositan varios huevos en cada celdilla de donde nacerán zánganos de menor tamaño que sus hermanos.

## Productos de la apicultura
Son variados los productos que se obtienen del infatigable trabajo de estos admirables himenópteros.

Pero la abeja no solo producía miel, el papel que desempeñó la cera fue quizás mayor, debido a su uso en la fabricación de candiles o velas de cera y otras propiedades y otras importantes aplicaciones, como la impermeabilización de maderas, cuerdas, cueros, telas, etc.
Sin embargo, con el desarrollo de nuevas técnicas de conservación, manipulación y mecanismos para su recolección también se ha comenzado a colectar el polen, propóleo, jalea real y veneno de abejas (apitoxina). También se ha elaborado a partir de la miel productos tales como crema facial, champú, acondicionador para el cabello y polimiel.

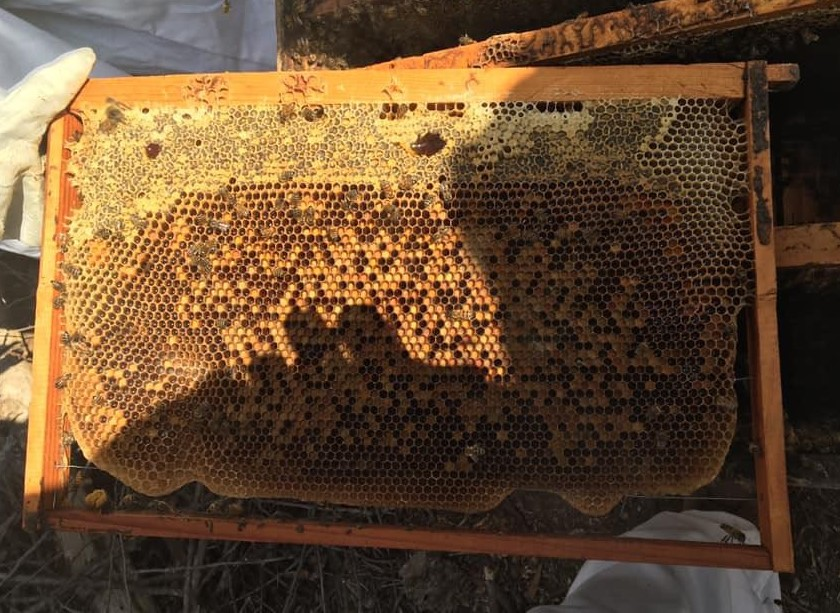
Bastidor con polen y miel.

La miel es un fluido dulce y viscoso producido por las abejas a partir del néctar de las flores o de secreciones de partes vivas de plantas o de excreciones de insectos chupadores de plantas. Las abejas lo recogen, transforman y combinan con la enzima invertasa que contiene la saliva de las abejas y lo almacenan en los panales donde madura.
Las ceras son ésteres de los ácidos grasos con alcoholes de peso molecular elevado, es decir, son moléculas que se obtienen por esterificación, reacción química entre un ácido carboxílico y un alcohol, que en el caso de las ceras se produce entre un ácido graso y un alcohol monovalente lineal de cadena larga.
El polen es el polvo, más o menos grueso, que contiene los microgametofitos de las plantas con semilla (espermatófitos)
El grano de polen tiene una cubierta resistente que facilita su viabilidad mientras es transportado de la planta que lo ha originado a otra para que se produzca el proceso de la polinización.
Los propóleos (gr. própolis) son unas mezclas resinosas que obtienen las abejas de las yemas de los árboles y que luego procesan en la colmena como sellante de pequeños huecos (6 mm o menos), en ocasiones mezclado con cera y para barnizar todo el interior de la colmena. Para huecos mayores, las abejas usan cera. El color del propóleo depende de la fuente de la que haya sido obtenido, siendo el más común marrón oscuro. A temperatura ambiente (20 °C), el propóleos es pegajoso y a temperaturas menores solidifica.
La jalea real es una sustancia segregada por las glándulas hipofaríngeas de la cabeza de abejas obreras jóvenes, de entre cinco y quince días, que mezclada con secreciones estomacales sirve de alimento a todas las larvas durante los primeros tres días de vida. Solo la abeja reina y las larvas de celdas reales que darán origen a una nueva reina son siempre alimentadas con jalea real. Es una masa viscosa de un suave color amarillo y sabor ácido.
La apitoxina es el veneno secretado por las obreras de varias especies de abejas, que lo emplean como medio de defensa contra predadores y para el combate entre abejas. En las especies venenosas, el ovipositor de las obreras se ha modificado para transformarse en un aguijón barbado.

## El apicultor

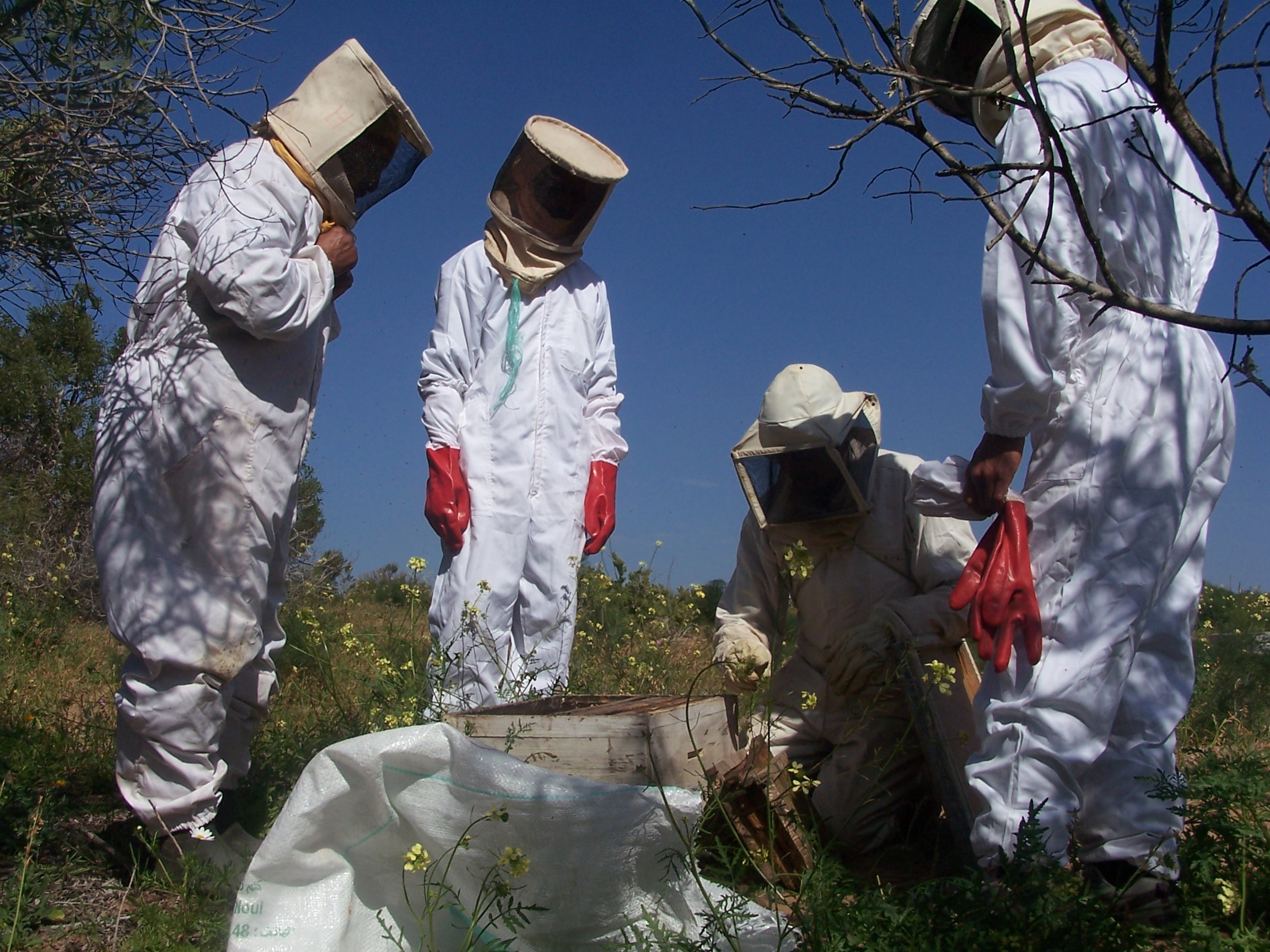
Apicultores en el Parque nacional de Souss-Massa, Marruecos.

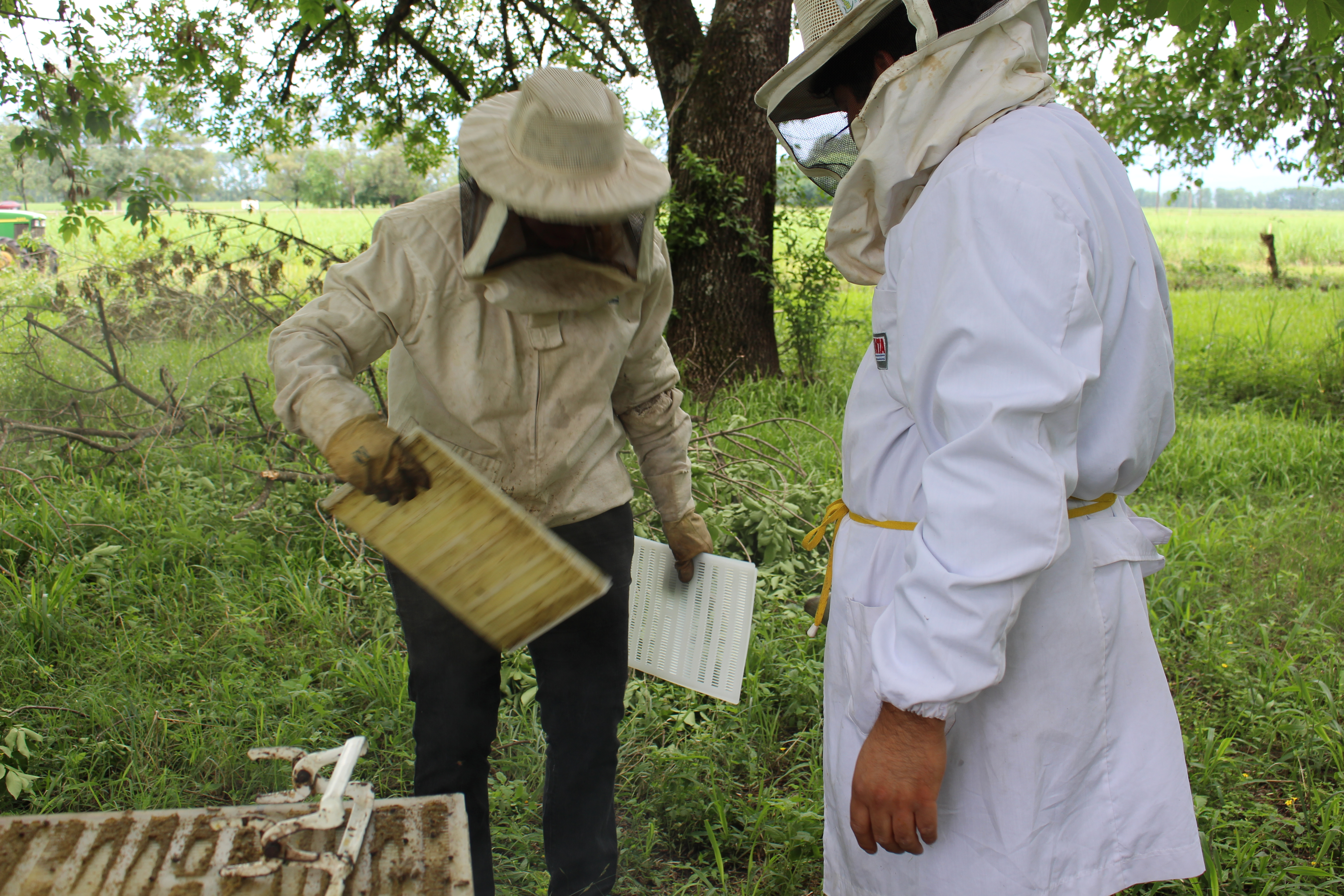
Apicultura - Mallas de Propoleos Famaillá - INTA - Tucumán

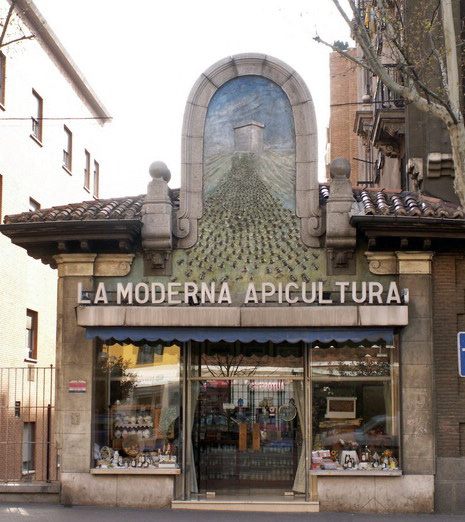
Tienda especializada en productos apícolas.

El apicultor es la persona que practica la apicultura.
Son diversas las actividades que desarrolla el apicultor, durante la primavera y verano normalmente trabaja con las abejas realizando trabajos de control de población y extracción de la miel, pero durante el invierno o estación de receso, el trabajo consiste en la preparación del material de madera, para la temporada que viene en donde alojará las nuevas familias, así como advertir posibles enfermedades o plagas de las poblaciones de abejas para poder tratarlas a tiempo.

### Historia de los apicultores
Durante muchos siglos los apicultores gozaron de gran prestigio, las diferentes culturas desde el Antiguo Egipto valoraban esta ocupación, ya que proveía el único edulcorante, la miel, conocido hasta la Edad Media cuando, tras el descubrimiento de América, se difundió la caña de azúcar y la remolacha azucarera.

### Materiales del apicultor
Para la práctica de la apicultura, el apicultor necesita de una serie de elementos y herramientas.
La colmena es el elemento principal, en virtud de que es la nueva casa donde confinará la colonia de abejas, que puede provenir de un enjambre natural, de una colonia o colmena rústica, o de un núcleo o paquete de abejas que se compra a otros apicultores.
Existen diferentes tipos de colmenas, las cuales difieren principalmente en sus medidas de ancho, largo y alto las más utilizadas actualmente son las langstroth, dadant, Colmena Layens, africanas y otras. Una colmena consta de un suelo, alzas, cuadros y techo. 
La colmena Langstroth lleva el nombre de su inventor, Lorenzo Langstroth. Fue patentada en Estados Unidos en 1852. Esta colmena de tipo vertical, revolucionó al mundo por sus cuadros móviles y alzas móviles.
La colmena Dadant, denominada exactamente colmena Dadant modificada, es la colmena estándar de gran volumen y cuadros de diferente tamaño en cámaras y alzas. Se comercializa en varios países aunque las colmenas con cuadros iguales son más populares.
La colmena Layens es la colmena que se usa principalmente en España para la trashumancia (movimiento de colmenas siguiendo la floración). Está muy introducida en la Comunidad Valenciana, Región de Murcia, Andalucía y Extremadura.
Otros elementos necesarios para la práctica de la apicultura son:
- Ahumador
- Pinza o palanca para el manejo de cuadros
- Cepillo para desabejar
- Traje de apicultor
- Elementos para la extracción de la miel
- Elementos para la fundición de la cera
- Rejilla excluidora de reinas
- Cera estampada
- Piquera
- Trampa cazapolen
- Trampa para propóleos

Por otro lado disponemos de innovadoras herramientas para el control de las colmenas pudiendo sustituir a los apuntes manuales, así tenemos programas informáticos para móviles o tabletas lo que facilita el trabajo del apicultor en el campo o para pc que previa introducción de datos en hojas de cálculo permite conocer de forma exacta tanto la situación sanitaria como hacer estudios económicos.

## Enfermedades de las abejas
Las abejas como otros seres vivos contraen variadas enfermedades. En la actualidad no es posible realizar una apicultura avanzada sin un manejo adecuado de prácticas sanitarias.
El problema actual de las abejas
Durante los últimos años[¿cuándo?], el mundo ha sido testigo de un alarmante declive de las abejas. Su número se redujo en un 57% desde 1985 a 1997 y continúan en declive. Un ejemplo de lo anterior es la información del Fondo de Conservación de Abejorros del Reino Unido, afirma que en este país se extinguieron dos especies de abejas durante los últimos setenta años, seis especies se encuentran en peligro de extinción y algunas podrían desaparecer muy pronto si no se actúa con urgencia.
En contraste, en 2024, la población de abejas de miel de los EE. UU. alcanzó una alta sin precedentes, un hito nunca antes visto, con 3.8 millones de colonias.  Es el animal de granja con mayor crecimiento de dicha nación, con un crecimiento del 31% sobre las cifras del 2007. En sólo los cinco años precedentes a 2024, el número de panales del país aumentó en 1 millón.
Es preocupante puesto que, junto al viento, estos insectos son los mayores transportadores de polen de diferentes especies de plantas, por lo que representan una parte importante de la cadena alimenticia. Las razones que se ocultan detrás de la disminución del número de abejas son muchas, pero una de las principales radica en el problema del colapso de las colonias. Se trata de un desorden por el cual las abejas adultas disminuyen repentinamente aun cuando la colonia estaba en perfectas condiciones. Si bien todavía no se ha descubierto qué causa este desorden, se cree que está relacionado con un virus denominado Israel Acute Paralysis, el Nosema ceranae y la Varroasis son también causas muy probables.
La baja en el número de abejas también se ha relacionado con la utilización de pesticidas en las cosechas (químicos que serían ingeridos por los insectos durante la polinización), con la radiación electromagnética, que afectaría el curso de las abejas; y con el calentamiento global, que podría alterar sus patrones estacionales. En 2018, el número total de abejas mieleras domesticadas del planeta se había incrementado en 45% en las últimas cinco décadas; expertos citados por el Sierra Club declararon: «las abejas de miel no van a extinguirse […] tenemos más panales que nunca».  Se atribuye a Albert Einstein la frase: "si las abejas desaparecieran, a la humanidad sólo le quedarían cuatro años de vida" pero con nuevos datos se sabe que no es así ya que esa frase tiene otro origen. En los archivos no es posible encontrarla.

## Apicultores
- Jan Dzierżon. Apidologista, famoso por su descubrimiento de la partenogénesis en las abejas.
- Karl R. von Frisch. Etólogo que describió la danza de la abeja.
- Konrad Lorenz. Etólogo. Comportamiento Animal.
- Nikolaas Tinbergen. Etólogo. Comportamiento animal.
- Karl Kehrle, hermano Adán o Frayle Adam. Abeja de Buckfast.
- Harry Arthur Dade. Especialista en anatomía de las abejas.
- Arturo Wulfrath B.. Especialista en apicultura moderna y Autor de la Enciclopedia Apìcola.
- Elton James Dyce. Desarrolló un procedimiento para la granulación controlada de la miel.
- Francesco De Hruschka. Inventor del extractor centrífugo.
- Everett Franklin Phillips. Prosesor de USDA y Universidad de Cornell.
- August Freiherr von Berlepsch (1815-1877).
- Jean Mehring. Neerlandés. Inventor de la cera estampada.
- Eddie Woods: inventor del Apidictor
- Lorenzo Langstroth: inventor de la Colmena Langstroth
- Carlos Dadant: inventor de la Colmena Dadant
- Gaston Eugène Marie Bonnier: Etólogo y Botánico
- Georges de Layens: Naturalista Botánico y Apicultor inventor de la colmena Layens